# The Daily Telegraph
The Daily Telegraph, često nazivan i jednostavno The Telegraph, vodeće su britanske dnevne novine. Tiskaju se u Londonu i distribuiraju diljem svijeta. Konzervativnog su političkog usmjerenja.

## O novinama
U Ujedinjenom Kraljevstvu imaju naslov "nacionalnih novina"
, a među britanskim iseljeništvom i čitateljstvom u bivšim kolonijama uživaju visoki ugled. Ostavile su značajan utjecaj na britansko novinarstvo te su se profilirale u prepoznatljivi britanski simbol u popularnoj kulturi, posebice filmovima.
Za vrijeme zlatnog doba 1980-ih novine su imale nakladu od 1,4 milijuna primjeraka dnevno. U prosincu 2016. dosežu dnevnu nakladu od 460.000 primjeraka. Poznate su po svojoj krilatici "Was, is, and will be" ("Bilo je, jest i bit će") koja se u novinama redovito pojavljuje od 19. travnja 1858.

## Vanjske poveznice

### Sestrinski projekti
|  | Zajednički poslužitelj ima još gradiva o temi The Daily Telegraph |

### Mrežna mjesta
- (engl.) The Daily Telegraph – službene stranice  Arhivirana inačica izvorne stranice od 25. siječnja 2018. (Wayback Machine)